# Emmaus (Pennsylvania)
|  | Dieser Artikel wurde aufgrund von inhaltlichen Mängeln auf der Qualitätssicherungsseite des Projektes USA eingetragen. Hilf mit, die Qualität dieses Artikels auf ein akzeptables Niveau zu bringen, und beteilige dich an der Diskussion! Eine nähere Beschreibung der zu behebenden Mängel fehlt. |

Emmaus ist ein Borough im Lehigh County im Osten des US-amerikanischen Bundesstaates Pennsylvania. Sie liegt sechs Meilen südwestlich von Allentown. Im Jahr 2020 hatte Emmaus 11.652 Einwohner.

## Geschichte
Das Gebiet des heutigen Emmaus wurde im frühen 18. Jahrhundert von deutschen Protestanten besiedelt. Emmaus wurde 1759 offiziell als Siedlung der Herrnhuter Brüdergemeine bzw. Brüder-Unität in Nordamerika gegründet. Zu Beginn hieß Emmaus Salzburg, wurde dann aber aus religiösen Gründen nach einer Stadt, die im Lukasevangelium Erwähnung findet, umbenannt. Von 1830 bis 1938 wurde der Ortsname Emaus geschrieben, was auf der damals gebräuchlichen Pennsylvaniadeutschen Schreibung beruht. Heute Emmaus ist durch den Cedar Crest Boulevard unmittelbar mit der Interstate 78 verbunden.

## Bevölkerung
Während die Bevölkerung Emmaus in der ersten Hälfte des 20. Jahrhunderts stark anwuchs, stagniert sie seit der Volkszählung 1970.